# Carabus granulatus
Carabus granulatus là một loài bọ cánh cứng. Nó phân bố ở châu Âu và châu Á và được giới thiệu ở Bắc Mỹ. Nó sống ở đồng cỏ và trong rừng.

## Hình ảnh

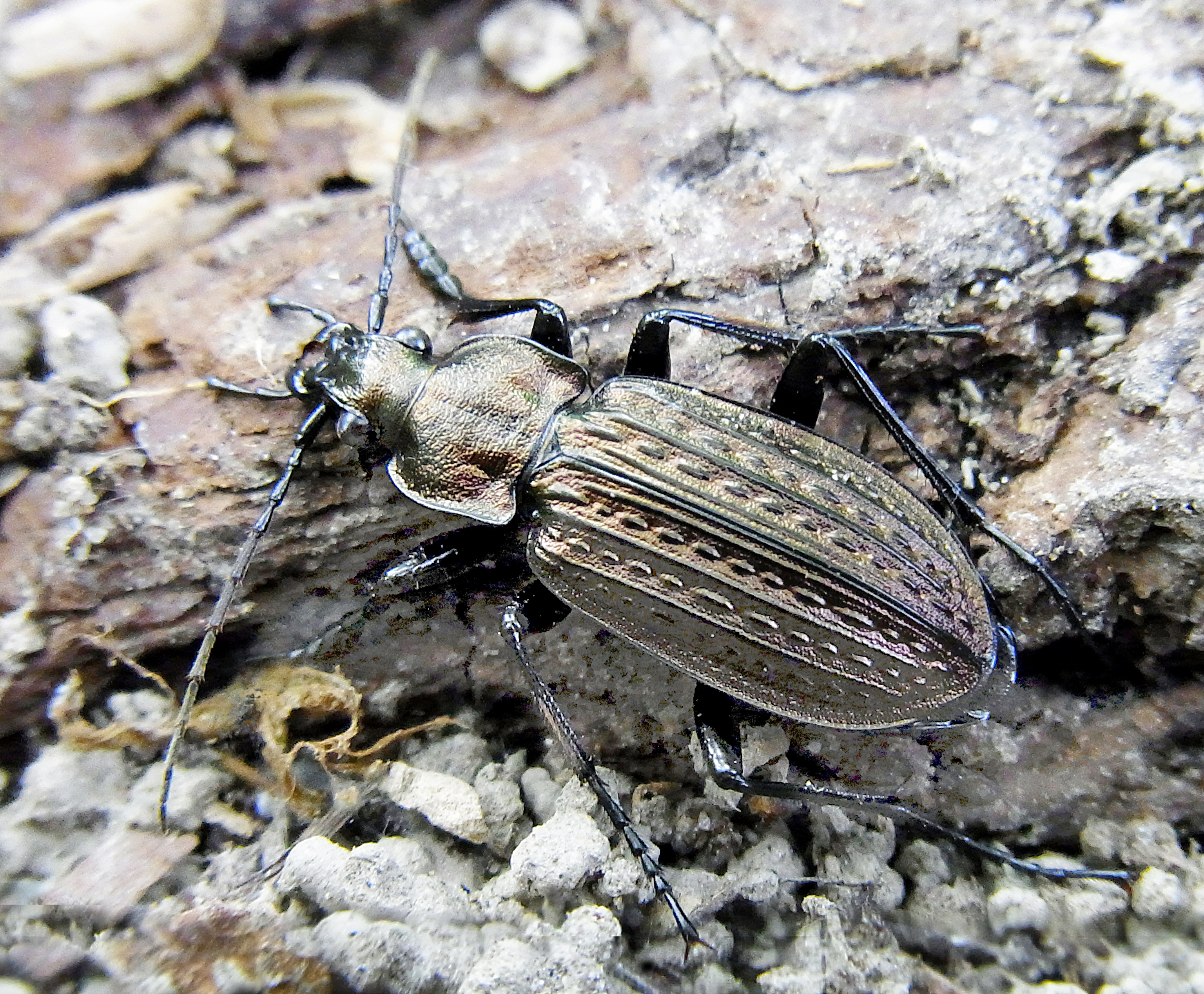
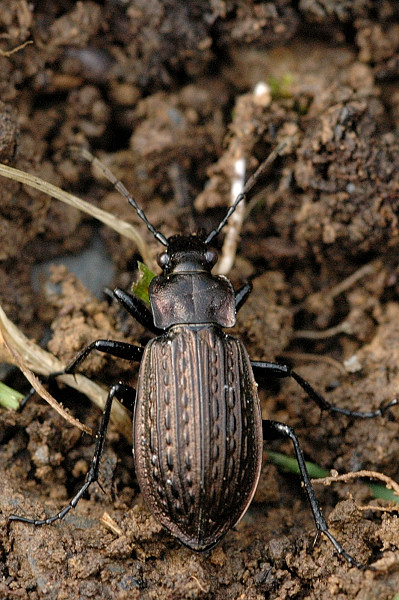
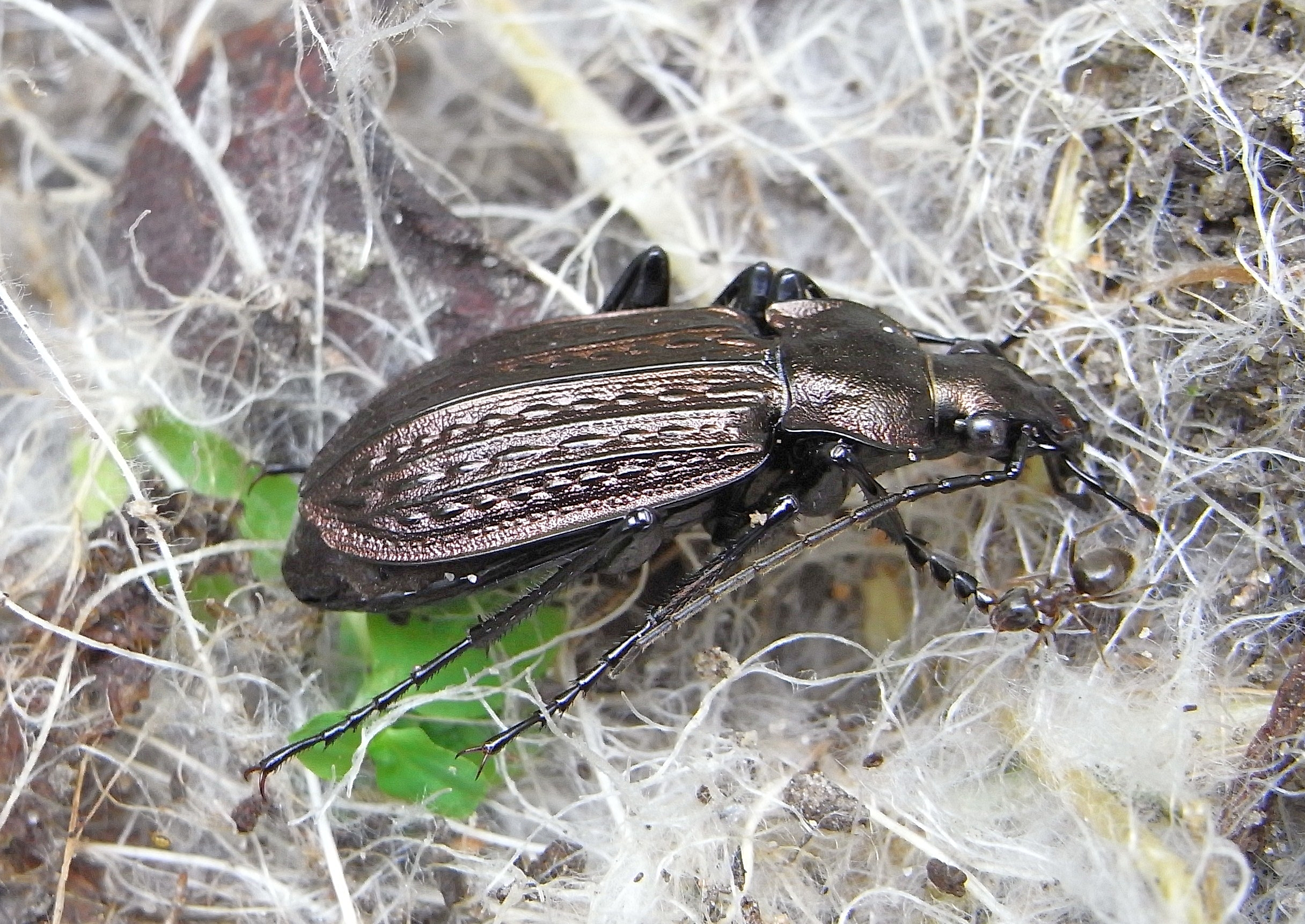
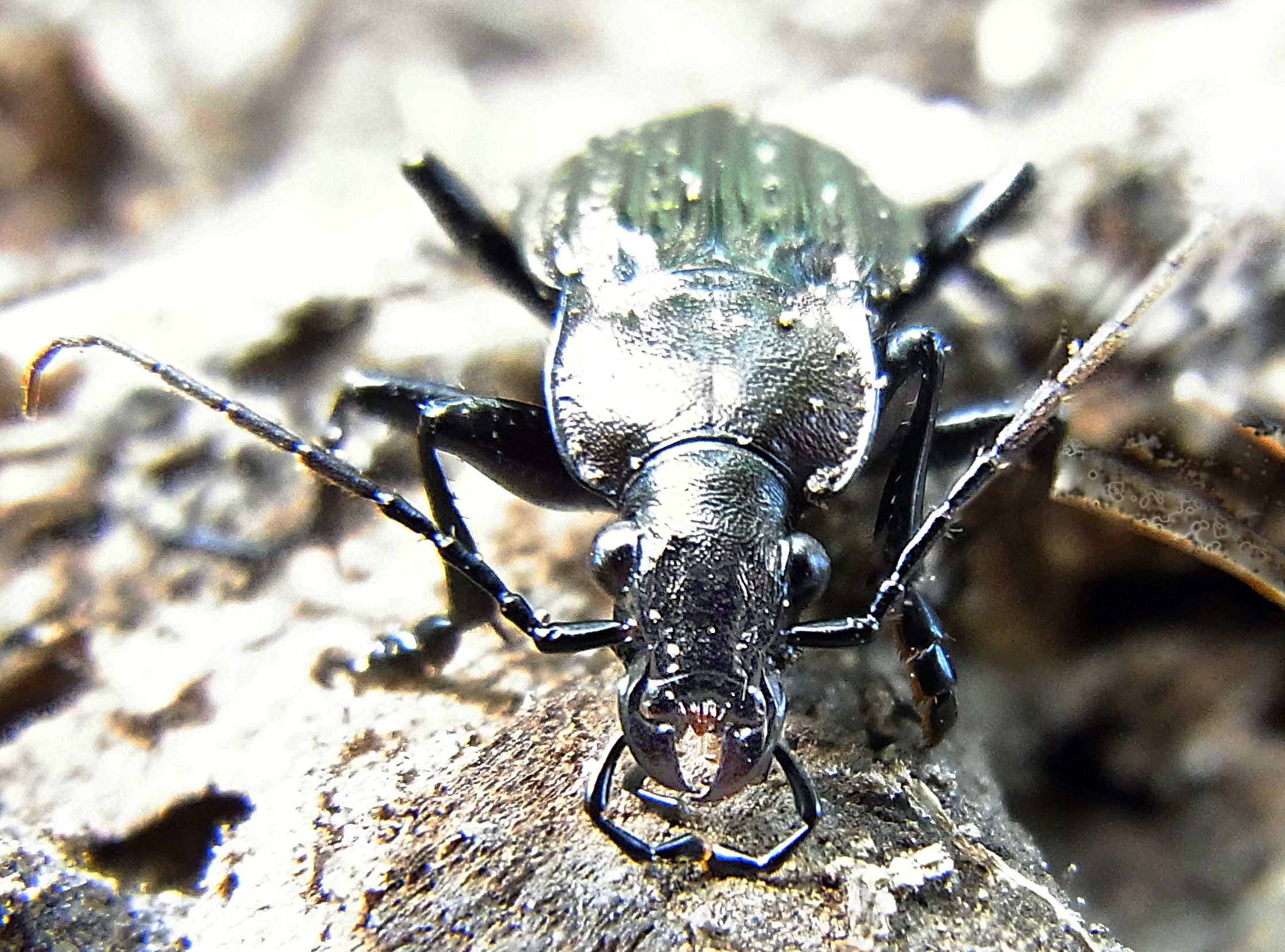